# Presocratische filosofie
De presocratische filosofie vormt de beginfase van de westerse filosofie, in de periode 600–400 v.Chr., voor de tijd dat Socrates en zijn volgelingen de filosofie beïnvloedden. Presocratische denkers waren afkomstig uit de Griekse kolonies, met name uit Ionië en Magna Graecia. Ze waren voornamelijk natuurfilosofen, die verklaringen bedachten voor het ontstaan en de werking van het heelal en van natuurprocessen. Daarvoor namen ze afstand van traditionele, religieuze denkbeelden, en speculeerden ze over een grondsubstantie of oerstof, waaruit alles in de kosmos voortkomt, en over principes die dat proces aansturen. In mindere mate richtten zij zich op de wiskunde, astronomie, epistemologie, logica en ethiek.
De presocraten kenden het aristotelische onderscheid tussen mythologische dichters en filosofische prozaschrijvers niet. Ze drukten zich nog mythisch-religieus uit en schreven soms in verzen. Wat hen echter onderscheidt van voorgangers is dat ze streefden naar discussie en theoretische verklaringen die reductionistisch, coherent en systematisch waren. Daarvoor ontwikkelden ze nieuwe, abstracte begrippen. Zodoende gelden ze als protowetenschappers.
Filosofische ideeën verspreidden zich via handelscontacten, en dankzij publieke voordrachten van rondreizende filosofen. De presocratici schreven enkele teksten, maar niet een daarvan is intact overgeleverd. Er bestaan alleen overgebleven losse fragmenten van hun werk, en daarnaast testimonia (getuigenissen) in het werk van latere schrijvers. Sinds de 19e eeuw onderzoeken historici, filosofen en filologen wat de presocratische denkbeelden inhielden, en wat hun betekenis was voor hun filosofische opvolgers in de klassieke oudheid.

## Definitie en introductie

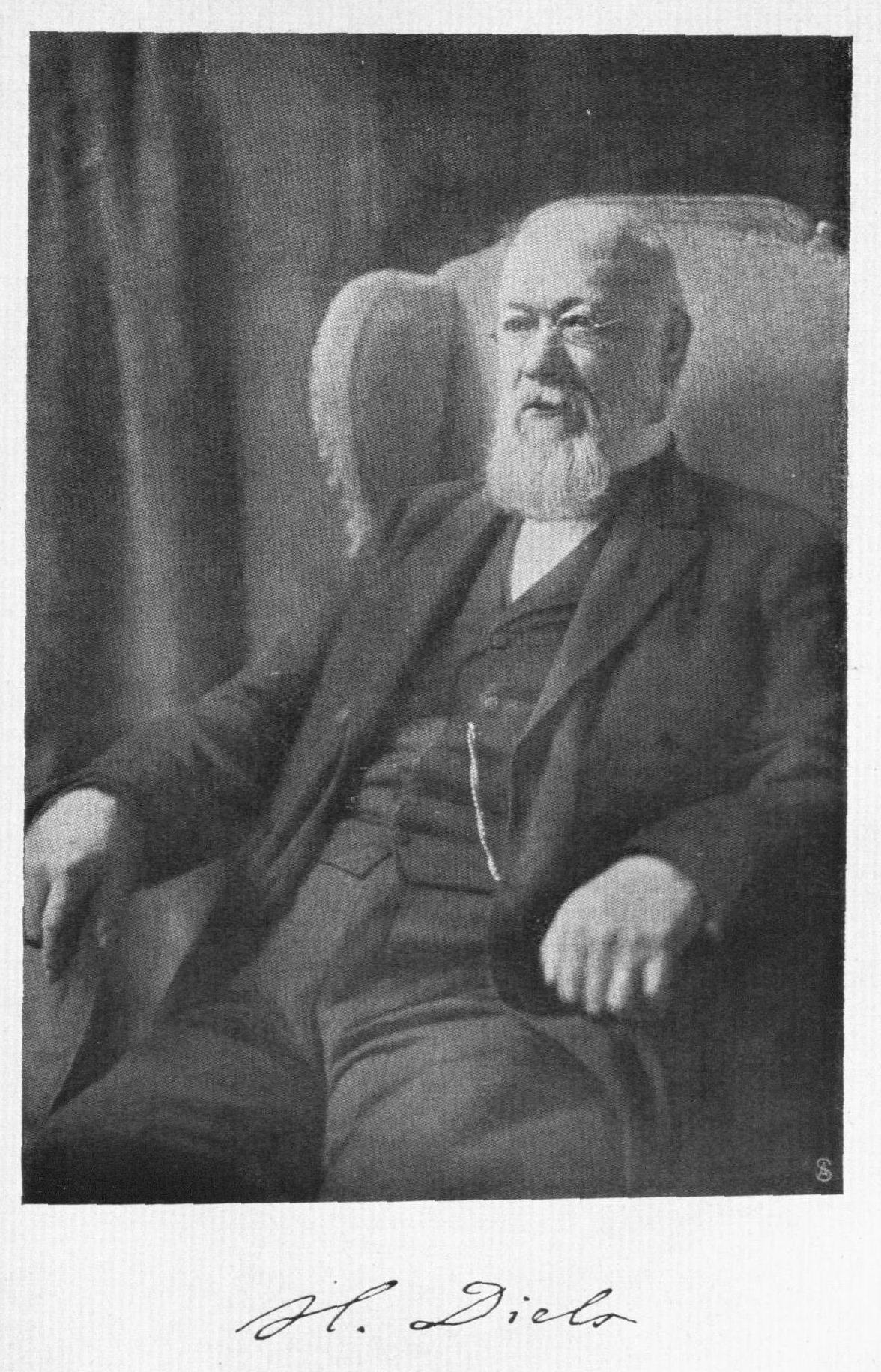
De Duitse onderzoeker Hermann Diels. Hij publiceerde enkele studies van overgeleverde tekstfragmenten uit de klassieke oudheid, die van belang waren voor verder onderzoek. Door zijn Die Fragmente der Vorsokratiker werd het begrip 'presocraat' gangbaar.

### Definitie
Het begrip presocratische filosofie was in de oudheid onbekend; het werd bedacht door de Duitse onderzoeker Hermann Diels, die daarmee de Griekse filosofie bedoelde die nog niet door Socrates was beïnvloed. Hij introduceerde het begrip in 1903 in Die Fragmente der Vorsokratiker, de eerste volledige uitgave van fragmenten en testimonia (citaten en parafrases van hun werk bij latere klassieke auteurs, waaronder Plato en Aristoteles) van het werk van alle, overgeleverde presocraten.
In de Engelstalige vakliteratuur spreekt men van 'early Greek philosophers' ('vroege Griekse filosofen'), omdat presocraat misleidend is. Ten eerste leefden sommige presocraten, zoals Democritus, niet vóór maar tegelijk met Socrates. Ten tweede vormden ze geen uniforme groep van professionele filosofen. Ze waren onafhankelijke denkers die al dan niet gebruik maakten van rationele argumentatie, analogieën, observatie en experiment. Ten derde zijn de verschillen in opvattingen tussen de presocraten en Socrates met zijn volgelingen niet altijd even groot. De socratische leerling bij uitstek, Plato, bouwde voort op het werk van de presocraten in met name zijn latere dialogen.
Wat hen onderscheidde van hun voorgangers, veelal theologen, was niet zozeer het soort vragen dat zij stelden, maar meer de antwoorden die zij bedachten. Daarvoor deden ze namelijk geen beroep op traditionele, mythische opvattingen. Ze zochten naar een rationele ordening en verklaring van de natuur, die vanuit de natuur zelf begrepen moest worden, dus zonder goden als veroorzakers van het natuurgebeuren. De presocraten vormden hypothesen waarover ze discussieerden, en probeerden theorieën logisch en coherent te maken. Hun benaderingswijze was dus niet dogmatisch maar kritisch.
Latere, klassieke auteurs maakten een onderscheid tussen presocratische en postsocratische filosofie. De eerste die dat deed, was Aristoteles (4e eeuw v.Chr.), die stelde dat Socrates zich had afgewend van de natuur, om zich te richten op de ethiek. Vergelijkbaar is de stelling van Cicero, dat 'Socrates de wijsbegeerte van de hemel naar de aarde heeft gehaald'. Deze antieke categorisering, en perceptie, van de Griekse intellectuele geschiedenis werkt ook in het huidige, contemporaine onderzoek nog door.

### Presocratische filosofen

Grafische, chronologische weergave van presocraten en hun beïnvloeding. Rode pijlen geven tegenstellingen aan.

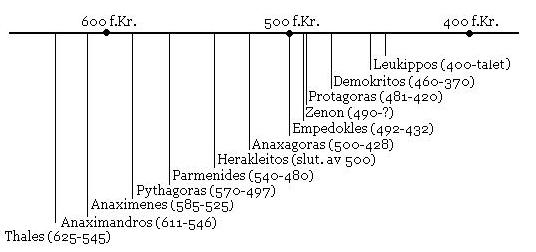
Tijdschema van presocratische filosofen, gesorteerd op geboortedatum

Hieronder volgt een chronologische beschrijving van presocratische filosofen, opgedeeld in drie perioden. Grieken hadden de neiging om innovaties toe te schrijven aan individuele personen, en om van chronologisch opeenvolgende scholen te spreken. In werkelijkheid werden theorieën doorgaans stapsgewijs ontwikkeld, bestonden er geen duidelijke scholen of stromingen, en was beïnvloeding niet per se het gevolg van een leerling-meesterrelatie binnen een school. 

#### Ionisch
Thales (Milete, Ionië, 624 - 546 v.Chr.) geldt als de eerste filosoof, en gold in de oudheid als een van de Zeven Wijzen, en als modelfilosoof op allerlei vakgebieden. Zo zou hij astronomisch onderzoek hebben gedaan en een zonsverduistering hebben voorspeld in 585 v.Chr. Hij stelde dat water de archè (oersubstantie waaruit alles voortkwam) is van het heelal. Waarschijnlijk stelde hij niets op schrift. Naar hem en zijn stadsgenoten Anaximander en Anaximenes wordt verwezen als de Milesische school.
Anaximander (Milete, ca. 610 – ca. 546 v.Chr.) schreef als eerste een kosmologisch werk over het ontstaan van de kosmos en de mens, dat als een van de eerste Griekse prozawerken geldt. De uitvinding van de gnomon, het maken van de eerste wereldkaart en van een model van de sterrenhemel werden aan hem toegeschreven. De archè was volgens hem het oneindige (apeiron), een onbepaalde substantie waar de elementen aarde-water-vuur-lucht uit voortkwamen, dankzij de inwerking van warmte en kou. De platte aarde rustte volgens hem nergens op, maar hing in de lucht.
Anaximenes (Milete, bloeitijd 546 – 526 v.Chr.) was een jongere tijdgenoot van Anaximander, en bouwde voort op diens ideeën in een kosmologisch prozawerk. Zijn archè was het element lucht. Door verdunning en verdichting zou alles daaruit zijn gevormd. De hemellichamen draaien rondom een platte aarde. Anaximenes verklaarde tevens allerlei natuurfenomenen, zoals regenbogen.

De tetractys was een heilig diagram van de pythagoreeërs. Van boven naar beneden: 1 + 2 + 3 + 4 punten = 10, het veronderstelde perfecte getal. De getallenleer wordt hier gecombineerd met geometrie. Met die combinatie speculeerden zij over de wording van de kosmos: 1 is een punt, 2 een lijn, 3 het kleinst mogelijke vlak, 4 het kleinst mogelijke lichaam.

Xenophanes (Colophon, Ionië, ca. 570 v.Chr. – ?) reisde vanaf de Perzische invasie in 545 v.Chr. rond langs onder andere Zuid-Italiaanse steden. Hij schreef dichtwerken over kosmologie, theologie en epistemologie. Hij verwierp het traditionele godsbeeld en pleitte voor cultureel relativisme en scepticisme. Hij ging uit van één abstracte god, die goed, almachtig en alwetend was. Mogelijk beschouwde hij het element aarde als de archè.
Heraclitus (Efeze, Ionië, 540 – ca. 480/470 v.Chr.) was een aristocraat en vermoedelijk een oudere tijdgenoot van Parmenides. Hij schreef één werk, in cryptische, spreukachtige stijl, waarin hij de geldende normen, andere filosofieën en (in navolging van Xenophanes) het traditionele godsbeeld verwierp. Hij beschouwde de wereld als eeuwig en ongeschapen, stelde dat alle tegengestelden zoals dag en nacht uiteindelijk één onlosmakelijk geheel waren, en dat al het bestaande continu verandert. Die verandering ontstaat door inwerking van de archè vuur, volgens de natuurwet van de logos. Cratylus was een volgeling van Heraclitus.

#### Zuid-Italiaans
Na de eerste Ionische filosofen, verschijnen er ook filosofen in de Griekse kolonies van Zuid-Italië. De tendens is daar dat men minder speculeert over de archè, maar meer over de metafysica. Xenophanes' scepsis over het menselijke kenvermogen vindt bij enkelen ingang.
Pythagoras (Samos, Ionië, ca. 570 v.Chr. – Metapontum, ca. 490 v.Chr.) reisde veel en migreerde rond 530 v.Chr. naar het Zuid-Italiaanse Croton. Daar vormde hij een religieus-filosofische sekte van pythagoreeërs en hield hij zich actief bezig met politiek. Hij stond bekend als een veelweter, schreef allerlei reinheidsregels voor en geloofde in reïncarnatie. Zijn leven is omringd door legendes en wonderverhalen. Hij stelde niets op schrift, maar voor zover bekend draaide zijn filosofie rond het leiden van een zuiver leven, getallen(symboliek), muziekleer en geometrie. Van zijn volgelingen Petron van Himera, Ion van Chios, Hippasus en Philolaus zijn wel tekstfragmenten overgeleverd.
Alcmaeon (Croton, bloeitijd midden 5e eeuw v.Chr.) was beïnvloed door de leer van Pythagoras en geloofde eveneens in reïncarnatie. Hij was arts en speculeerde over de werking van de zintuigen. Het was zijn overtuiging dat alles in tegenstellingen kon worden opgedeeld, zoals warm-koud, licht-donker, droog-nat.
Parmenides (Elea, ca. 515 v.Chr. – ca. 449/440 v.Chr.) was een edelman, wetgever van Elea, en de grondlegger van de Eleatische filosofie, die hij vervatte in het dichtwerk Over de natuur. Daarin besprak hij logische problemen over de werkelijkheid en de mogelijkheid die te kennen. Hij reageerde op Heraclitus met de opvatting dat de werkelijkheid één, onveranderlijk geheel is van 'het bestaande', zonder wording en leegte (het niet-bestaande), want alleen als iets onveranderlijk was en altijd bestond, kon het onderzocht en gekend worden. Hij beweerde als eerste dat de aarde een bol was. Met zijn ideeën over kenbaarheid en werkelijkheid vormde hij een kentering in de filosofie.
Zeno (Elea, 490 – 430 v.Chr.) ging in de leer bij Parmenides. Volgens Plato reisde hij samen met zijn leermeester naar Athene. Zijn filosofie was bekend bij Democritus en Anaxagoras, maar vormde geen systeem. Vermoedelijk schreef hij maar één werk, waarin hij Parmenides' leer verdedigde met Zeno's paradoxen, die moesten bewijzen dat bijvoorbeeld beweging onmogelijk is.
Melissus (Samos, 5e eeuw v.Chr.) was een politicus en admiraal. Hij is de derde vertegenwoordiger van de Eleatische filosofie en schreef Over de natuur of over dat wat is. Daarin stelde hij dat de kosmos niet eindig, maar oneindig moest zijn. Tevens ging hij ervan uit dat de werkelijkheid niet was wat ze leek, omdat zintuiglijke indrukken bedrog waren.

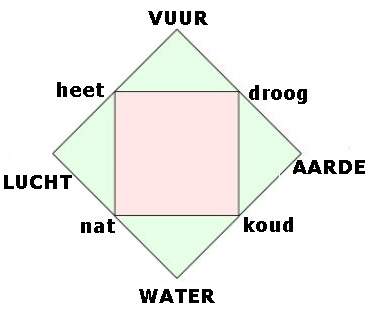
Empedocles ontwikkelde de elementenleer met de vier elementen vuur, aarde, water en lucht. Daaruit zou de kosmos zijn opgebouwd; geboorte en dood bestaan in zoverre, dat combinaties van elementen ontstaan en weer oplossen. Empedocles baseerde zich op elementaire transformatie en de inwerking op materie door principes als verdichting en verdunning zoals beschreven door zijn voorgangers. De elementenleer zou tot in de vroegmoderne tijd van invloed zijn in de geneeskunde en alchemie.

Empedocles (Acragas, 492 – Griekenland, 432 v.Chr.) was een welgestelde politicus en werd een prominent figuur aan wie men wonderwerken toeschreef. Vermoedelijk was hij een redenaar, geneesheer, en leermeester van Gorgias van Leontini. Naast literatuur schreef hij een filosofische dichtwerk, Zuiveringen of Over de natuur. In zijn denken werd hij beïnvloed door zowel de Eleaten als de pythagoreeërs. Zo geloofde hij in reïncarnatie, maar meende hij dat de zintuigen wel de bron van juiste kennis vormden. Hij ontwikkelde de theorie van de vier elementen (aarde-water-vuur-lucht) die de kosmos vorm gaven onder invloed van de principes haat (scheiding, splitsing) en liefde (aantrekking, fusie).
Philolaus (Croton of Tarentum ca. 470 v.Chr. – ?) is de eerste pythagoreeër waarvan tekstmateriaal is overgeleverd. Volgens Plato zou hij onder andere hebben lesgegeven in Thebe, en Archytas was zijn leerling. De natuur zou zijn opgebouwd uit het Beperkte (massa's) en Onbeperkte (vormen). Hij beweerde onder andere dat de zon en de planeten draaiden rondom een centrale haard en dat er een tegenaarde (antichthon) bestond. Van veel overgeleverde fragmenten is onduidelijk of ze authentiek zijn.

#### Eclectisch
In de laatste fase van de presocratische filosofie ontstaan eclectische theorieën en werkt men verder op de notie van de archè.
Anaxagoras (Clazomenae, Ionië, ca. 500 – Lampsacus, 428 v.Chr.) was de eerste filosoof die verhuisde naar Athene. Daar woonde hij twintig jaar, tot zijn vervolging vanwege goddeloosheid, waarna hij naar Lampsacus trok. Hij schreef de Fysica, een kosmologisch werk waarin hij alle eerdere archès verwierp, omdat hij net als de Eleaten aannam dat niets kon ontstaan en vergaan, maar de zintuigen waren wel de bron van alle kennis. Volgens hem was de Nous ('geest') het bezielende en ordenende principe in de kosmos.
Archelaüs (5e eeuw v.Chr.) stond bekend als de eerste filosoof die de ethiek uitvoerig behandelde. Hij ging ervan uit dat morele kwaliteiten niet natuurlijk maar aangeleerd (conventioneel) waren.
Leucippus (Milete of Abdera, 5e eeuw v.Chr. – ?) was de eerste die beweerde dat alles bestond uit atomen. Over hem is niets met zekerheid geweten. Hij zou de leerling van Zeno zijn geweest en twee werken hebben geschreven, Het grote wereldsysteem en Over de geest.
Democritus (Abdera, ca. 460 v.Chr. – ?) reisde veel, was een leerling van Leucippus, en kende mogelijk Anaxagoras' filosofie. Samen met Leucippus was hij de grondlegger van het atomisme, waarmee ze reageerden op de Eleaten. De kosmos bestond uit leegte (het niet-bestaande) en lichamen (atomen, het bestaande) in een oneindige ruimte. Die lichamen zijn eeuwig en kunnen bewegen. Democritus schreef minstens zestig werken, die gingen over ethiek, natuurfilosofie, wiskunde, muziek, poëzie en technische thema's.
Diogenes (Apollonia, 460 v.Chr. – ?) verbleef enige tijd in Athene en schreef één eclectisch werk. Hij beschreef daarin de menselijke fysiologie en cognitie, maar ook een kosmologie waarin hij de Milesische notie van een archè combineerde met de Nous van Anaxagoras. Die Nous structureerde het heelal. Volgens Diogenes was lucht de grondsubstantie van de kosmos, waaruit alles werd gevormd door de principes van verdunning en verdichting.

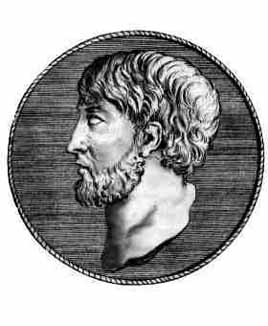
Anaximenes
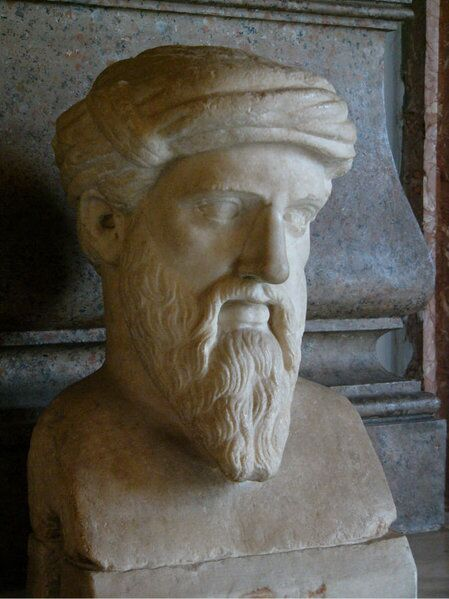
Pythagoras
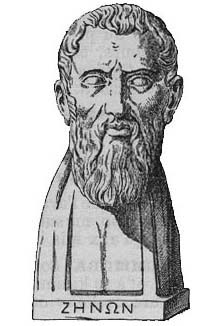
Zeno van Elea
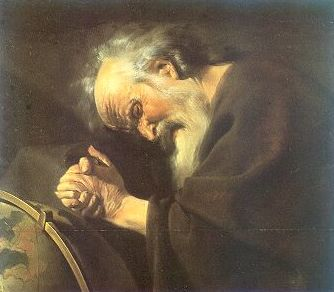
Heraclitus
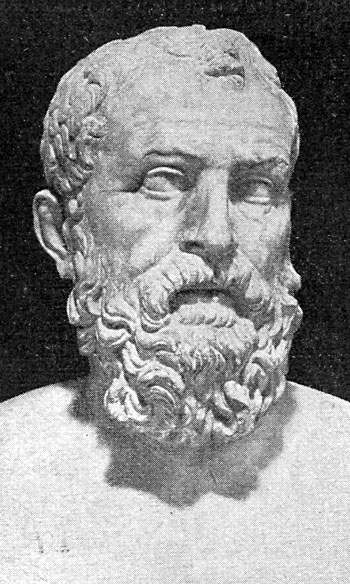
Solon
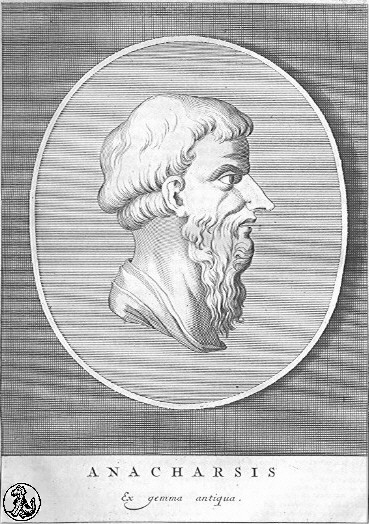
Anacharsis

## Historische ontwikkeling
Voorafgaand aan het ontstaan van de filosofie waren er diverse Grieken die bekendstonden om hun praktische wijsheid en theologische en kosmologische speculatie. De presocratische filosofie zelf ontstond in de 7e eeuw v.Chr. in de Ionische steden. Ze raakte aan zowel religie als wetenschap. Het vernieuwende aan de filosofie was de kritische en theoretische benadering van de mens, de goden en de kosmos.

### Ontstaan en verbreiding

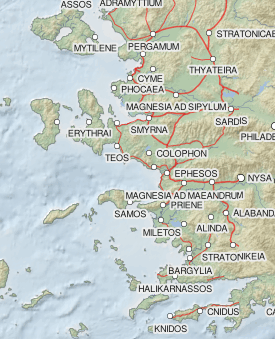
Ionië, een regio in westelijk Anatolië dat gekoloniseerd was door Grieken. Hier ontstond de vroegste filosofie.

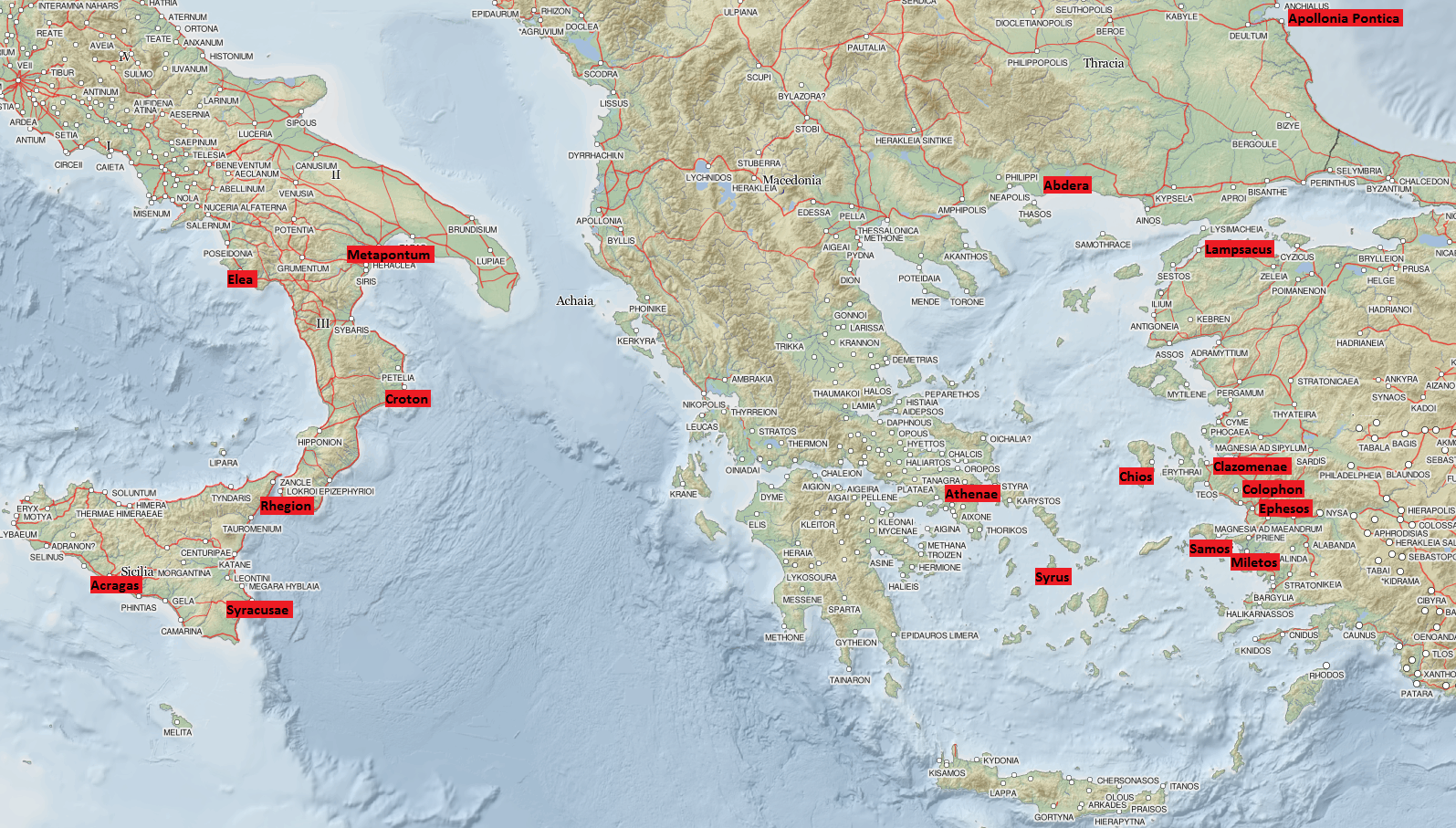
Kaart van de Griekse wereld met de plaatsen waar presocraten actief waren in rood.

Voordat de presocraten actief waren, kenden de Grieken een reeks wijzen, zoals de Zeven Wijzen, onder wie Thales van Milete. De wijzen stonden bekend om hun praktische inzichten: Solon (ca. 594 v.Chr.), Chilon van Sparta (ca. 560 v.Chr.), Bias van Priene (ca. 570 v.Chr.), Cleobulus van Rhodos (ca. 600 v.Chr.), Pittacus van Mitylene (ca. 600 v.Chr.), Periander (625 - 585 v.Chr.), Aristeas van Proconessus (7e eeuw v.Chr.). Tot slot kenden men andere wijzen, die als voorlopers van de presocraten gelden: Pherecydes van Syros (ca. 540 v.Chr.), Anacharsis (ca. 590 v.Chr.), Theano (5e eeuw v.Chr.), Theagenes van Rhegium, Acusilaus, Cleostratus van Tenedos en Epimenides. Van veel anderen is weinig meer bekend dan alleen de naam.

De presocraten kwamen niet uit Griekenland, maar uit de kolonies in Ionië (West-Turkije) en Magna Graecia (Zuid-Italië). Het Ionische Milete was een welvarende handelsstad waar men dankzij menselijk vernuft een goede levensstandaard kende, wat suggereerde dat men niet hoefde te vrezen voor de grillen van goden in een chaotische wereld, zodat een grotere waardering ontstond voor de rol van de mens in de wereld. Deze seculiere houding werd de grondslag voor het filosofisch denken. Bovendien kenden de Griekse stadstaten geen theocratie, maar een hoge mate van vrijheid van denken. Daarnaast hoefden sommigen door de welvaart niet langer met hun handen te werken en hadden gelegenheid voor contemplatie zonder praktisch doel. Aristoteles schreef bijvoorbeeld:
'Het was door het voorzien in de hoofdbenodigdheden van niet alleen het leven maar ook een goed leven, dat de zoektocht naar deze intellectuele voldoening begon.'
Milete en andere Ionische steden stonden in betrekkelijk nauw contact met niet-Griekse culturen zoals Lydië, Perzië, Egypte en Fenicië. Naast import van goederen bestond ook import van Midden-Oosterse wetenschap. Zo was de Babylonische astronomie bekend in de kustgebieden van Anatolië en heeft die de Grieken tot onderzoek aangezet. Zo zou Thales een zonsverduistering van 585 v.Chr. hebben voorspeld. Het is tevens mogelijk dat zijn theorie dat alles ontstond in en rustte op (oer)water terugging op oosterse tradities.
In de 5e eeuw v.Chr. worden de stadstaat Athene en de kolonie Magna Graecia belangrijk voor de ontwikkeling van de filosofie. De verklaring daarvoor zijn de verovering van Ionië door de Perzen, de mislukte opstand van onder andere Milete tegen de Perzen in 499 v.Chr., en de groeiende politieke en culturele dominantie van Athene.
De presocratische filosofie verbreidde zich omdat tussen de kolonies veel contact was, en omdat sommige filosofen reisden. Dat was het geval bij Pythagoras, Xenophanes, Empedocles, Parmenides, Zeno en Anaxagoras. Klassieke bronnen leveren weinig bewijs voor ontmoetingen tussen presocraten, maar onderzoekers nemen aan dat die soms plaatshadden om bijvoorbeeld te verklaren waarom Melissus van Samos erg goed op de hoogte was van Parmenides' filosofie.
De verbreiding van filosofische noties gebeurde schriftelijk en mondeling door reiscontacten en voordrachten. In Plato's Phaedo staat dat Socrates op straat iemand hoorde voorlezen uit 'een boek' (enkelvoud, ek bibliou) van Anaxagoras. Hij raakte geïnteresseerd en schafte 'de boeken' (meervoud, biblious) aan. Op dat moment was Anaxagoras na een langdurig verblijf niet meer in Athene. Kennelijk had hij daar een volgeling die kopieën van zijn boekrollen verkocht door een samenvatting voor te lezen als reclame. In de Apologie merkt Socrates aan het eind van zijn leven op dat op de markt nog steeds boekrollen van Anaxagoras te koop zijn voor een drachme (destijds het dagloon van een ambachtsman). In de Parmenides staat tot slot beschreven hoe Parmenides en zijn leerling Zeno in Athene aankomen tijdens de Panathenaeën, een festival met onder meer diverse competities en literaire voordrachten. Zeno draagt er zijn boek voor, waarna een discussie met Socrates volgt. Voordrachten vonden meer plaats. Het doel ervan was om de reputatie van een auteur te vergroten. Met onderwijs, privévoordrachten en het vervaardigen van teksten kon men eveneens geld verdienen.

### Protowetenschappers

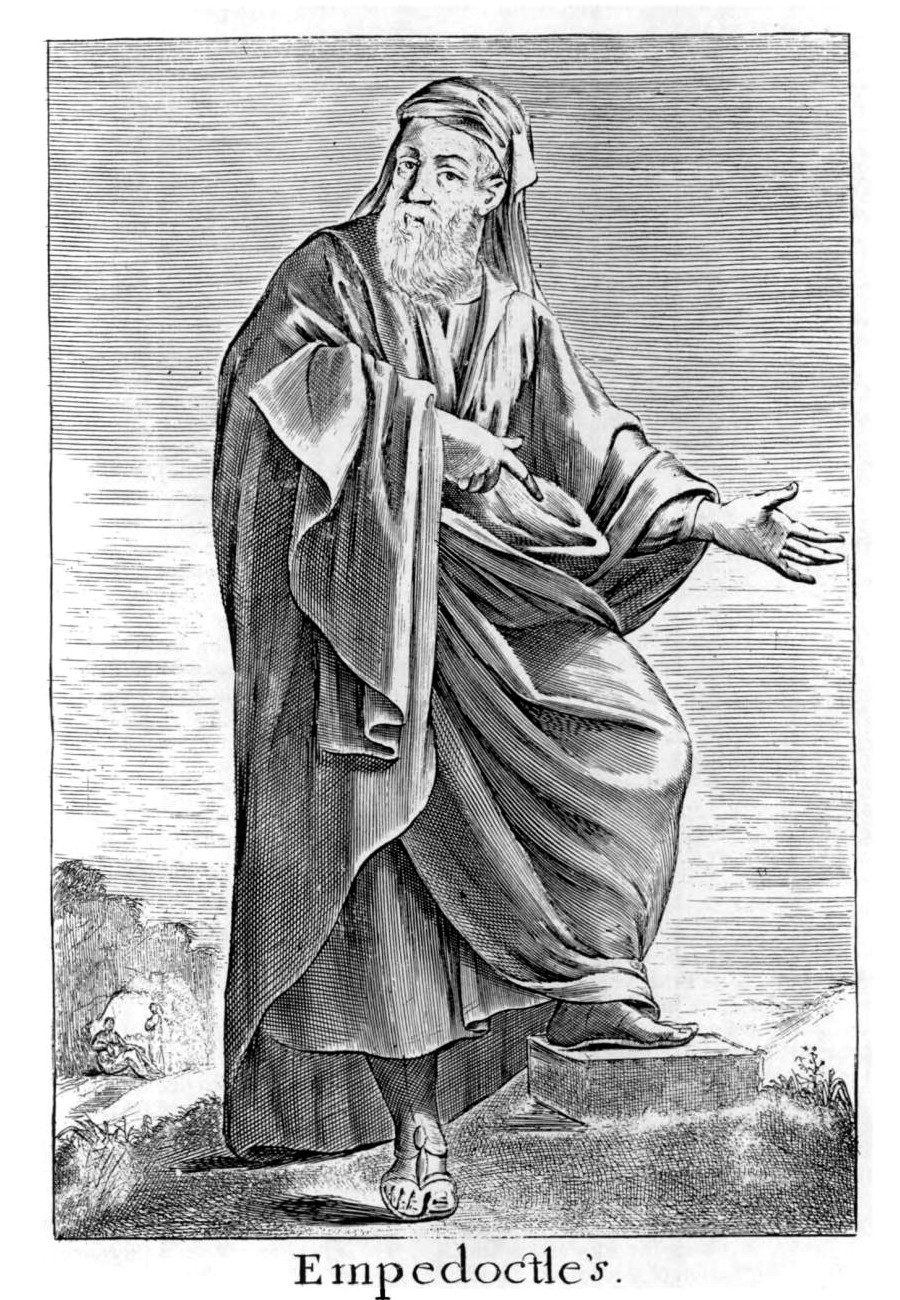
Presocraten onderscheidden zich onder andere door afstand te doen van traditionele verklaringen voor de wereld, maar religieuze en mythologische opvattingen werkten door in hun ideeën. Enkelen stonden ook bekend als magiërs, zoals Empedocles, die zich tevens mythologisch uitdrukte.

Presocraten noemden zichzelf geen filosofen, en in hun tijd werd ook geen goed onderscheid gemaakt tussen religie, filosofie en wetenschap. Hun attitude en benaderingswijze maakten van de presocraten geen wetenschappers in moderne zin, want ze verkozen niet-verifieerbare en speculatieve theorie boven observatie en experiment, maar ze gelden wel als protowetenschappers.

#### Filosofie, religie en wetenschap
Een criterium om de presocraten als de eerste filosofen te beschouwen, is omdat zij afstand namen van religie, mythische voorstellingen en goden als verklaringen voor natuurverschijnselen. Wijzen zoals Hesiodus en Pherecydes van Syros zijn voorgangers van de filosofen. Afgezien van de atomisten waren veel presocraten theïstisch. Parmenides en Empedocles (maar ook Plato nog) wezen mythologie niet af, en theologie maakte deel uit van het denken van Xenophanes en Heraclitus. Onder meer Empedocles en Pythagoras hadden een hang naar mystiek, en hun denken vertoont beïnvloeding van het orfisme, een mysteriecultus.
Religie stond niet los van wetenschap, want presocraten beschouwden natuurkrachten en -elementen nog als goddelijk. Dat had niettemin als doel de natuurlijke orde te verklaren als harmonisch geheel, terwijl de traditionele goden juist verstoringen daarvan verklaarden. Een algemeen principe dat de natuur moest verklaren gold als ultieme verklaring en moest goddelijk zijn omdat het zelf geen oorzaak kende. Anaximander noemde zijn Oneindige bijvoorbeeld niet het eerste principe van de kosmos omdat het goddelijk zou zijn, maar noemde het Oneindige goddelijk omdat het het eerste principe is. Presocraten filosofeerden dus over de goden, het goddelijke en de natuur vanuit theïstisch perspectief. Die houding tegenover natuur en goden verklaart zowel vroom taalgebruik bij presocraten als hun kritiek op traditionele opvattingen over de goden, zoals Xenophanes' standpunt dat de mythisch godsvoorstellingen onvoldoende passend waren voor het goddelijke.
Het onderscheid tussen filosofie en wetenschap bestond in de 6e en 5e eeuw v.Chr. nog niet. Presocraten noemden zichzelf geen filosofen of wetenschappers en onderscheidden zichzelf vermoedelijk niet duidelijk van hun voorgangers. De begrippen filosofie (pilosophia) en filosoof (philosophos) waren nog in ontwikkeling. Sophia had in Thales' tijd praktische connotaties: 'slimheid' en 'vakkundigheid'. Vanaf het eind van de 5e eeuw v.Chr. werd het woord de aanduiding voor expertise in vroegwetenschappelijke kennis over hoe de wereld en de mens werkten. De presocraten werden later door bijvoorbeeld Aristoteles beschouwd als fysici (phusikoi). Fysica was de studie van de natuurlijke dingen, en omdat daar bij de presocraten de focus op lag, noemde Aristoteles hun werk phusiologia.

#### Vernieuwing
Hoewel presocratische filosofie niet uniform was, vormde de behoefte om alles te verklaren en te systematiseren de verbindende factor. Hesiodus had dat gedaan in mythische en genealogische termen, maar wat presocraten (en sofisten) van hem onderscheidden was dat ze een theorie over alles wilden maken die verklarend, systematisch, coherent, beargumenteerd, educatief, kritisch, onconventioneel en daarmee vernieuwend was en aanleiding gaf tot discussie. Een voorbeeld van een presocratische redenering is onderstaand fragment van Melissus:
'Als het is, dan moet het een zijn; en als het een is, kan het geen lichaam hebben. Als het massa zou hebben, dan zou het delen hebben en niet langer een zijn.'
Ze namen aan dat de wereld te begrijpen valt met het verstand en analyseerden daarom problemen. Ze stelden bijvoorbeeld de vraag waarom vuur het huis verwarmde, zand in glas deed veranderen, ijzer deed smelten maar baksteen juist hard maakte. Hun benadering was reductionistisch, generaliserend en holistisch, omdat ze zo veel mogelijk met zo min mogelijk wilden verklaren. Daarvoor definieerden ze bijvoorbeeld een oersubstantie (de archè) als basis voor de kosmos en zijn werking.
Voor hun overdenkingen ontwikkelden ze nieuwe, abstracte concepten. Een eerste voorbeeld is archè, 'begin/oorsprong'. Dit betekende vervolgens 'beginsel', en kon gebruikt worden om er 'principes' in de natuur mee aan te duiden, 'heersende beginselen'. Een tweede voorbeeld is kosmos. Dit betekende oorspronkelijk 'orde' en 'sieraad', van het werkwoord voor 'ordenen/regelen/indelen/gereedmaken'. Kosmos was vooral mooie en goede ordening. In dagelijks taalgebruik was het niet nodig om naar het geheel der dingen te verwijzen, maar presocraten gingen dat wel doen. Kosmos kreeg daarom de betekenis van 'mooi en geordend geheel/universum'. Een derde voorbeeld is phusis. Aanvankelijk betekende dit 'natuurlijke groei', 'het verwekte', 'natuurlijke ontwikkeling'. Vandaar kreeg het de betekenis 'aard/aanleg/natuur' en vandaar 'begrip/betekenis', maar ook 'het geheel van de natuurlijke dingen', tegenover de door mensen gemaakte dingen. Presocraten onderzochten de natuur en de aard van de dingen.

## Geschriften

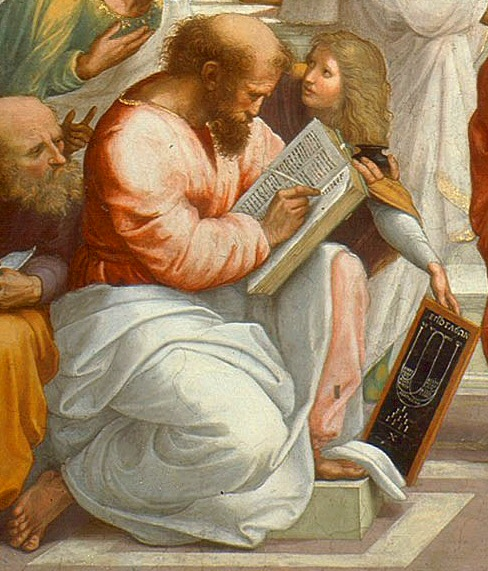
Pythagoras schrijvend in een boek. In werkelijkheid liet hij waarschijnlijk geen geschriften na, wat ook geldt voor andere filosofen uit de oudheid. Detail uit De school van Athene door Raphaël, Vaticaan, 1509.

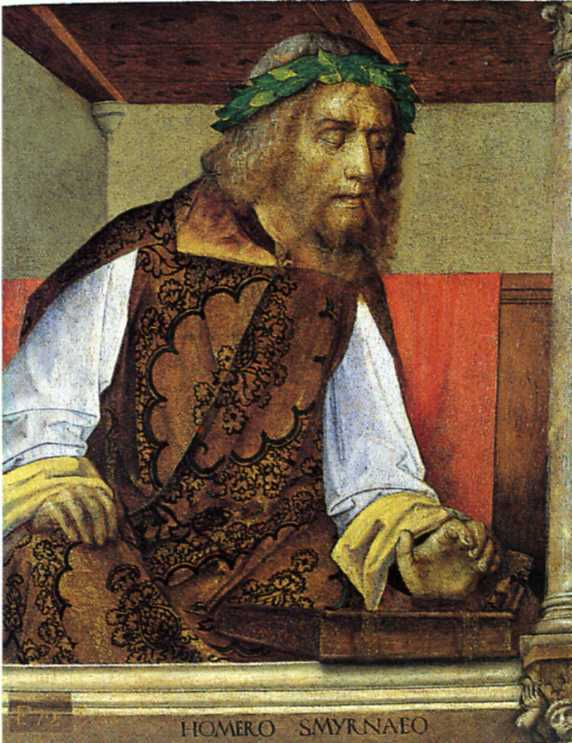
Dichters zoals Homerus genoten veel aanzien en beïnvloedden (onrechtstreeks) de schrijfstijl van een aantal presocraten.

Pythagoras en Thales lieten waarschijnlijk geen geschriften na, maar anderen wel, hoewel alleen Democritus een veelschrijver was. Door hun natuurfilosofische insteek kregen presocratische geschriften vaak de titel Over de natuur (Peri phuseōs). Niet één geschrift is echter intact overgeleverd, en van sommige auteurs is helemaal niets bewaard gebleven. Daardoor bestaat discussie over de mate waarop men het denken van presocraten kan reconstrueren. Verhoudingsgewijs is meer van de werken overgeleverd als men aanneemt dat de geschriften oorspronkelijk bondig waren, wat de samenvattende en leerstellige indruk verklaart van veel fragmenten. Beknoptheid van de teksten is aannemelijk, omdat ze bedoeld waren om voor te lezen. Ter plaatse konden leerstellingen dan verder besproken worden.

### Proza en poëzie
Het prozawerk zou zijn uitgevonden door Anaximander of Pherecydes van Syros. Het kwam in de 6e eeuw v.Chr. op in Ionië en werd gebruikt voor praktische verhandelingen en onderzoeksverslagen. Veel presocraten schreven in proza, maar Xenophanes, Parmenides en Empedocles schreven nog in verzen, met name dactylische hexameters. Het presocratisch proza vertoont invloeden uit de poëzie door het gebruik van homerische formules, poëtische bewoordingen, klankeffecten, ambiguïteit en (homerische) beeldspraak. Het doel daarvan was om de tekst levendig en concreet te maken. Bijvoorbeeld:
'Hij [Anaximander] zegt dat [...] er een soort vuurbol uit werd gevormd rond de lucht die de aarde omringt, zoals schors rond een boom.'
Nog in Plato's tijd werd geen duidelijk onderscheid gemaakt tussen filosofen en dichters, die van oudsher golden als wijze leermeesters. De werken van barden als Hesiodus en Homerus waren bijvoorbeeld een bron voor gedragsnormen, taalgebruik en praktische kennis. Presocraten verwierpen die traditie slechts ten dele. Van de oude dichtwerken verwierpen Xenophanes en Heraclitus wel de inhoud, maar niet de esthetische en retorische vorm. Door poëzie te gebruiken en zich daarover uit te spreken, konden de filosofen tegelijk de traditie handhaven en bekritiseren, terwijl ze qua vorm aansloten bij wat het publiek gewend was. Dat was een voordeel bij voordrachten. Bij barden veronderstelde men goddelijke inspiratie, en door te schrijven in verzen konden filosofen eveneens een beroep doen op een waarheidsclaim. Parmenides en Empedocles deden dat expliciet. Tot slot waren verzen makkelijker te onthouden en moeilijker aan te passen door derden. Pas vanaf Plato werden dichters, mythologie en theologie tegenover filosofen en proza geplaatst.

### Overlevering

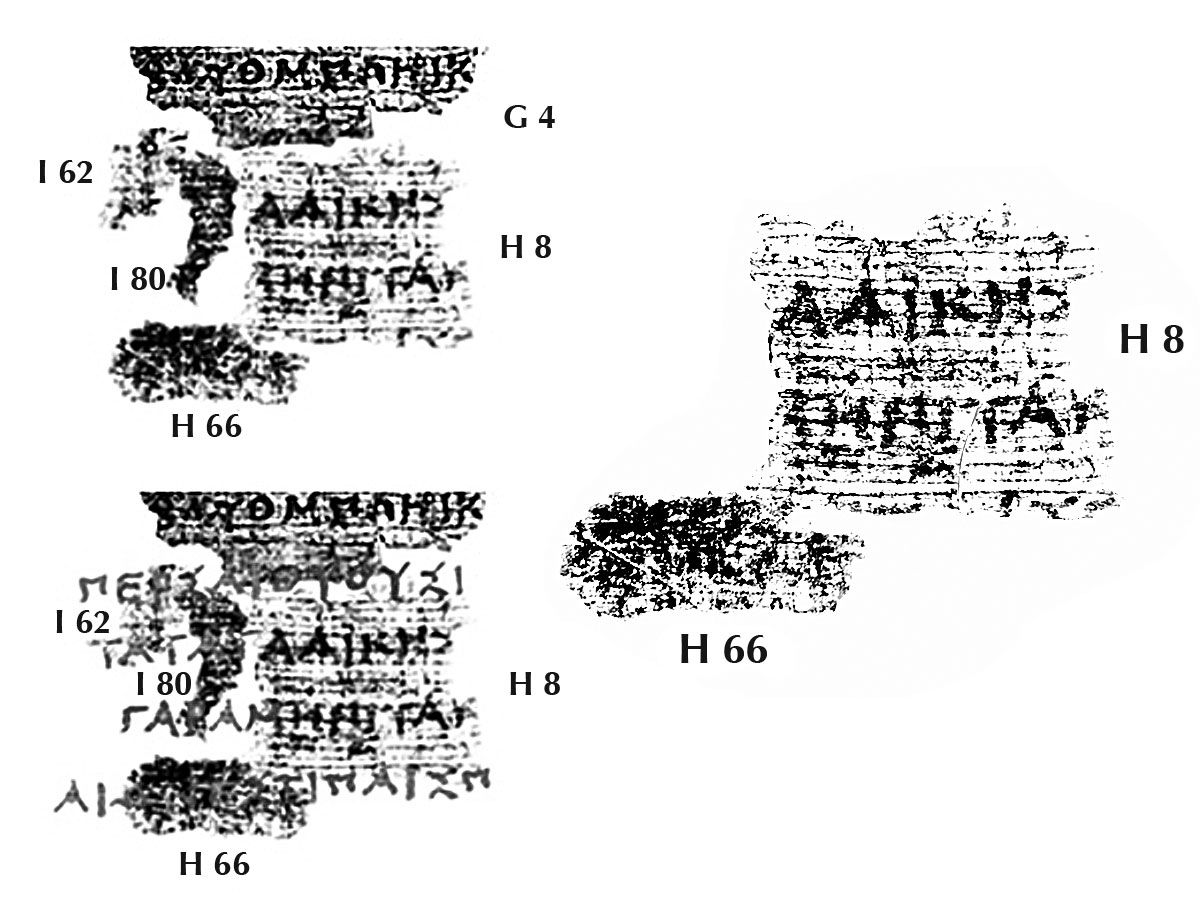
Soms is niet meer tekst van een auteur overgeleverd dan papyrussnippers. De afbeelding laat een stuk zien van de Dervenipapyrus met een fragment van Heraclitus (col. iv, 10-13).

De presocratische teksten zijn slechts bekend in de vorm van fragmenten en testimonia (getuigenissen) bij latere auteurs, die variëren van Plato in de 4e eeuw v.Chr. tot neoplatonisten zoals Simplicius in de 6e eeuw n.Chr., die voor veel fragmenten de enige bron is. Simplicius vermeldde dat in zijn tijd exemplaren van Parmenides' dichtwerk zeldzaam waren geworden. Teksten van Melissus, Zeno, Anaxagoras en Diogenes van Apollonia waren nog wel beschikbaar, maar die van Anaximander, Heraclitus en de atomisten waren al verloren gegaan. Diverse latere auteurs werkten dan ook niet met de oorspronkelijke teksten, maar met bloemlezingen, samenvattingen en doxografieën.
De eerste testimonia staan in het werk van Euripides en Aristophanes. De sofisten Hippias en Gorgias maakten een overzicht van presocratische opvattingen om die vervolgens te weerleggen, en vermoedelijk baseerden Plato en Aristoteles, belangrijke bronnen van testimonia, zich op dit werk voor hun informatie over presocratische filosofie. Plato gaf vaak een eenzijdig of overdreven beeld van Parmenides, Cratylus, Hippias, Protagoras, Gorgias, Heraclitus, Zeno, Empedocles en Anaxagoras. Aristoteles behandelde de presocratische filosofie uitvoeriger en gaf een overzicht van opvattingen aan het begin van de Metafysica. Plato en Aristoteles waren selectief en doorgaans negatief in hun behandeling van presocratische denkbeelden. Ze streefden geen objectiviteit na. Dat gold ook voor Aristoteles' leerling Theophrastus, die als eerste een geschiedenis van de filosofie schreef in de vorm van een doxografie (overzicht van opvattingen), waarvan fragmenten zijn overgeleverd.
Theophrastus' verloren gegane overzichtswerk vormde de basis voor latere boeken waarin meningen (doxai of placita) werden samengevat. Het diende als voorbeeld voor het werk van Diogenes Laërtius, de bron voor veel fragmenten, testimonia en biografische anekdoten. Doxografieën geven door selectiviteit en herinterpretaties echter een gekleurd beeld en bevatten doorgaans alleen de stellingen van filosofen, niet de achterliggende argumentatie. Ze werden geschreven voor zowel filosofen als geïnteresseerde leken. De selecties en interpretaties van oude doctrines werden bovendien mettertijd aangepast naargelang de belangstellingen en voorkeuren in een bepaalde periode.
Incidenteel zijn er (Byzantijnse) middeleeuwse bronnen, zoals Johannes Tzetzes en de Suda, en van Empedocles' Zuiveringen bestonden in de 12e eeuw nog kopieën in Constantinopel. In het middeleeuwse West-Europa waren veel Griekse teksten uit de oudheid echter geheel onbeschikbaar. Pas in de vroegmoderne tijd werden veel teksten herontdekt, uitgegeven en bestudeerd. Edities verschenen van Aristoteles' oeuvre (1495-1498), Plato's oeuvre (1513) en de doxografie van Diogenes Laërtius (1533). De presocraten bleven niettemin onderbelicht door de grote autoriteit die Plato en Aristoteles genoten.

## Invloed
De presocratische filosofen legden de basis voor de verdere ontwikkeling van de westerse filosofie. Ze introduceerden onderwerpen en begrippen zoals zijn en worden, sensibel en intelligibel, analytisch en synthetisch, tijd en eeuwigheid, materialisme en idealisme, mechanisme en teleologie. Die onderwerpen werden door latere filosofen uitgewerkt.
Enkele thema's in het denken van de presocraten werden gangbaar binnen de klassieke filosofie. Ten eerste de opvatting dat de wereld een logisch geheel is dat onderzocht en begrepen kon worden met het verstand. Ten tweede de parmenidische aanname dat de werkelijkheid niet geheel overeenkomt met de zintuiglijke waargenomen wereld, die vooral door Plato werd uitgewerkt in zijn ideeënleer. Ten derde Empedocles' theorie van de vier elementen als bouwstenen voor de natuur. Die theorie werd belangrijk binnen de geneeskunde en alchemie tot in de vroegmoderne tijd. De presocratische vraag of de natuur werd aangestuurd door een rationele geestelijke kracht of slechts door mechanische processen bleef bestaan en plaatste later de platonisten, peripatetici en stoïcijnen tegenover de epicureeërs. Verdere discussies over de opbouw van de ziel en menselijke waarneming werden ook door de presocraten beïnvloed.
In de klassieke periode (ca. 500 - 300 v.Chr.) waren toneelschrijvers als Euripides en Arstophanes en geschiedschrijvers als Herodotus en Thucydides bekend met presocratische noties. Inhoudelijk en stilistisch vertonen de hippocratische geschriften invloeden van onder meer Heraclitus en Empedocles. Vooral Plato reageerde expliciet op zijn voorgangers, door veel denkbeelden te verwerpen maar sommige over te nemen van Parmenides, Heraclitus, Empedocles en het pythagorisme (bijvoorbeeld in de Philebus, Phaedo en Timaeus). De presocratische natuurfilosofie werd tevens gebruikt voor exegetische doeleinden in de Dervenipapyrus, een orfische tekst.
In de hellenistische tijd (300 - 30 v.Chr.) baseerden de vroege stoïcijnen Zeno van Citium en Cleanthes zich op Heraclitus voor hun fysica en theologie, en baseerden de epicureeërs zich op het atomisme. Binnen het pyrrhonische scepticisme werden Xenophanes, de sofist Protagoras en Democritus als voorgangers gezien. Het pythagorisme zag een wederopleving in de vorm van het neopythagorisme, dat het middenplatonisme, neoplatonisme en de westerse esoterie beïnvloedde. Presocratische geschriften werden gelezen tot in de Romeinse keizertijd, maar werden schaars in de late oudheid. In de middeleeuwen was er weinig belangstelling voor.
Ook in de vroegmoderne tijd bleef de belangstelling klein. Pas vanaf de 18e eeuw worden presocratische denkbeelden actief bestudeerd en gebruikt door filosofen als G.W.F. Hegel, F. Nietzsche, K. Popper en M. Heidegger, maar ook door schrijvers als J.W. von Goethe en H. Mulisch.

## Modern onderzoek

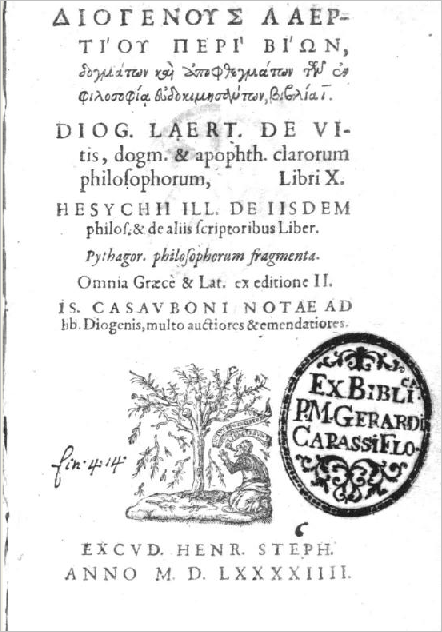
Titelblad van een exemplaar van Diogenes Laërtius' Leven en leer van beroemde filosofen uit 1594. Dankzij dit werk is betrekkelijk veel informatie van en over Griekse filosofen bewaard gebleven.

Modern onderzoek naar de presocraten en hun filosofie heeft twee doelstellingen: 1) het reconstrueren van de historische, sociale, taalkundige en intellectuele context in het werk van de filosofen, en 2) het reconstrueren van hun theorieën uit de diverse fragmenten en testimonia zodat ze filosofisch steekhoudend zijn. Eerstgenoemde is van oudsher het domein van de classicus, laatstgenoemde dat van de filosoof. Specialisten zijn vaak in beide disciplines thuis.

### 19e eeuw
Kritische filosofiegeschiedenissen verschenen in de 18e eeuw, maar een nauwkeurige studie ervan ontwikkelde zich pas in de 19e eeuw, toen ook de oudheidkunde als wetenschap opkwam, met als doel een beter begrip te krijgen van de klassieke oudheid. Nieuwe en verrijkte edities verschenen van het werk van Aristoteles en Plato, en vervolgens ook van presocraten. In Die Philosophie der Griechen (1844-1852) beschreef Eduard Zeller nauwkeurig de filosofiegeschiedenis met de opdeling van presocratisch, klassiek en hellenistisch die nog steeds gangbaar is, en onderscheidde hij de Ionische school, pythagoreïsche school, Eleatische school en een restcategorie.
Belangrijk voor het onderzoek was de publicatie van Doxographi Graeci in 1879, door Hermann Diels, omdat de doxografie nu als waardevolle informatiebron werd gebruikt. De eerste volledige editie van de presocratische fragmenten (zonder testimonia) volgde in 1883 onder redactie van F.W.H. Mullach, Fragmenta philosophorum Graecorum. Als reactie op de idealistische filosofiegeschiedenis van Hegel en zijn navolgers verscheen in 1887 de Pour l'Histoire de la Science Hellène van P. Tannery met fragmenten en testimonia van de presocraten. Tannery verschoof de focus naar de wetenschapshistorische aspecten, maar verkondigde er controversiële interpretaties en theorieën over. In 1892 publiceerde John Burnet Early Greek Philosophy, een van de vroegste werken waarin de fragmenten waren vertaald in de volkstaal (hier het Engels), met begeleidend commentaar op de presocratische theorieën. Het handboek werd een standaardwerk tot halverwege de 20e eeuw.

### 20e eeuw

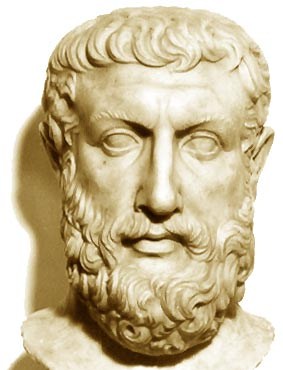
In de 20e eeuw werden onderzoekers het erover eens dat Parmenides een breekpunt in de presocratische filosofie vormde, met zijn kritieken, waar latere filosofen rekening mee hielden.

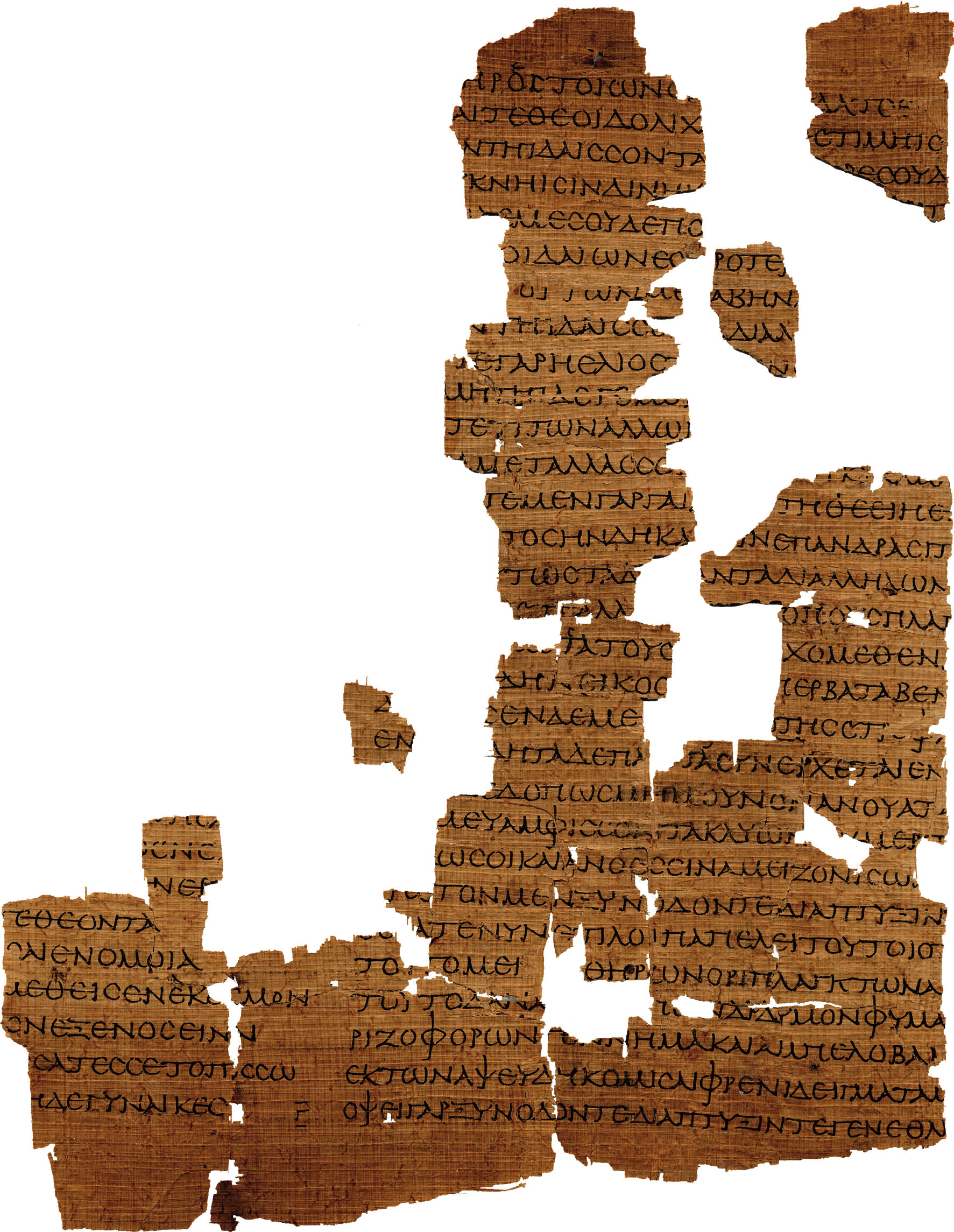
Straatsburger papyrus met fragmenten van Empedocles' werk (I 262–300). De identificatie ervan gebeurde pas in de jaren negentig. P. Strasb. gr. Inv. 1665−1666.

In de 20e eeuw ontstaan nieuwe geschiedkundige en filosofische benaderingswijzen, en wordt het tekstmateriaal meer kritisch geanalyseerd.
Hermann Diels zorgde voor een tweede stap voorwaarts, door in 1903 de driedelige Die Fragmente der Vorsokratiker uit te geven. Daarin verzamelde hij alle bekende testimonia (A-teksten) en fragmenten (B-teksten) van elke presocraat afzonderlijk met vertalingen in het Duits. Het materiaal was per filosoof geordend volgens biografie, geschrift en filosofie. Die Fragmente der Vorsokratiker was de eerste uitgave waarin al het presocratische materiaal was verzameld, en werd het standaardwerk binnen het onderzoek.
De receptie van de presocratische filosofie is beïnvloed doorAristoteles en zijn volgelingen, maar tot het begin van de 20e eeuw hield men daar weinig rekening mee; men nam hun (verouderde) interpretaties over. Dat veranderde dankzij W.A. Heidels Qualitative Change in Presocratic Philosophy (1903) en H. Cherniss' Aristotle's Criticism of Presocratic Philosophy (1935). Volgens Aristoteles waren de Milesische filosofen bijvoorbeeld monisten: ze onderkenden één grondsubstantie voor de wereld, zoals aarde of water. Die stof kon volgens hen wel veranderen in een andere, zoals vuur of lucht, maar dit was geen wezenlijke transformatie. Alleen eigenschappen veranderden. Dat was volgens Heidel anachronistisch, want de presocraten kenden niet het onderscheid tussen substantie en de eigenschappen daarvan ('kwaliteiten' in Aristoteles' terminologie). In navolging van deze kritische houding ten aanzien van de receptiegeschiedenis kwam in 1960 C.H. Kahns nieuwe reconstructie van Anaximanders filosofie in Anaximander and the Origins of Greek Cosmology. Daarnaast behandelden hellenistische bronnen de Griekse filosofie vooral in termen van opeenvolging en scholen, waarvan de algemeen gangbare visies worden medegedeeld. Als gevolg hiervan beschouwden onderzoekers Parmenides eerst niet als zelfstandig denker en breekpunt in de presocratische traditie. Dat veranderde in de jaren dertig, toen bleek dat Parmenides' kritiek op voorgaande kosmologieën de verdere presocratische discussies beïnvloedde.
In de eerste helft van de 20e eeuw werd gediscussieerd over de mate waarin presocraten wetenschappelijk dan wel religieus waren in hun denken. Er ontstond ook meer aandacht voor de pythagoreïsche school. Walter Burkert toonde in Lore and Science in Ancient Pythagoreanism uit 1972 aan dat er wellicht nooit een concrete school met een filosofisch programma heeft bestaan tussen 600 en 400 v.Chr., en dat Pythagoras meer een religieus leider dan een filosoof was. Daarnaast beschouwde hij Philolaus wel als historisch persoon, die een pythagoreïsche bron vormde voor Plato en Aristoteles, wat daarvoor omstreden was.
Er kwamen nieuwe filosofische benaderingswijzen. Het hegeliaanse idealisme werd in het Verenigd Koninkrijk verdrongen door de analytische filosofie, met weinig aandacht voor historische context, en op het continent door de fenomenologie. De fenomenoloog M. Heidegger vond dat de presocraten aan dezelfde metafysische problemen werkten als de moderne filosofie, en vergrootte de aandacht voor het onderzoek naar presocratisch denken. In zijn onderzoek daarnaar werd Gregory Vlastos beïnvloed door de analytische filosofie. Hij richtte een studieprogramma op voor klassieke studies dat in de VS werd nagevolgd. De analytische methode was tevens geaccepteerd in het Engelse Cambridge, dat een centrum vormde voor presocratische studies. Van daaruit publiceerden onderzoekers G.S. Kirk en J.E. Raven in 1957 The Presocratic Philosophers, en W.K.C. Guthrie de zesdelige History of Greek Philosophy vanaf 1962, werken die anno 2017 nog steeds worden gebruikt. Sindsdien is de presocratische filosofie een gangbaar onderdeel geworden van de filosofie als vakgebied. Jonathan Barnes' The Presocratic Philosophers vormde in 1979 een soort benchmark.
Er worden nog steeds nieuwe teksten ontdekt, zoals de orfische Dervenipapyrus met presocratisch commentaar (1962) en de Straatsburger papyrus met nieuwe fragmenten van Empedocles (1999). Naast artikelen bestaan boeken over afzonderlijke presocraten, scholen en thema's zoals kosmologie. Sommige edities bevatten vooral fragmenten zonder veel commentaar, andere geven de fragmenten in de context waarin ze zijn overgeleverd, andere bevatten veel testimonia en filologisch commentaar. In het Nederlands zijn anno 2017 vertalingen beschikbaar van Democritus, Heraclitus, Parmenides, Zeno, Xenophanes en Empedocles, soms in meerdere edities.